# Beco Sem Saída (álbum)
Beco Sem Saída é o nono álbum de estúdio do conjunto musical brasileiro Trio Parada Dura, lançado em 1979 pela gravadora Copacabana.

## Faixas
1. "Beco Sem Saída" - 2:49 (Tomaz/Benedito Seviero/Barrerito)
2. "Cruel Decisão" - 3:11 (Neuza Rodrigues/Mangabinha)
3. "Homem Triste" - 3:12 (Noel Fernandes/Bekekê/Barrerito)
4. "Uma Vez Por Mês" - 3:12 (Neuza Rodrigues/Barrerito/José Russo)
5. "Grão de Areia" - 2:41 (Correto/Barrerito)
6. "Mercado do Amor" - 2:38 (Correto/Mangabinha)
7. "Um Homem e Duas Mulheres" - 2:43 (Lourival dos Santos/Mangabinha/Rubens Avelino)
8. "A Estátua" - 2:56 (Correto/Jair Roberto)
9. "Meu Bolerão" - 2:32 (Correto/Creone)
10. "A Nossa Casa" - 3:23 (Marciano/Darci Rossi/José Homero)
11. "Volte Pra Mim" - 2:21 (Ronaldo Adriano/Rosa Quadros/Mangabinha)
12. "O Relógio da Matriz" - 3:02 (Rocerí/Creone)